# Vladislav Jindřich
Vladislav Jindřich (asi 1160/1165 – 12. srpna 1222, Znojmo) byl český kníže v roce 1197 (Vladislav III., v latinských listinách Heinricus) a markrabě moravský (1192–1194 a 1197–1222), druhorozený syn Vladislava II. a jeho druhé manželky Judity Durynské.

## Mládí
Vladislav Jindřich prožil své mládí v době rozepří uvnitř přemyslovského rodu. Poprvé se připomíná ve svědečné řadě knížecího privilegia v roce 1187. V roce 1191 se účastnil povstání svého staršího bratra Přemysla proti knížeti Václavovi II. Skutečným režisérem událostí byl ve skutečnosti pražský biskup Jindřich Břetislav, který roku 1192 zajistil u římského císaře, aby Vladislav Jindřich obdržel do správy Moravu, kdežto jeho starší bratr Přemysl Otakar I. vrchní knížecí vládu v Čechách. V roce 1192 Vladislav Jindřich pobýval ve Frankfurtu nad Mohanem již jako moravský markrabě. Kontroloval však zřejmě jen Znojemské a možná i Brněnské údělné knížectví. O rok později se ocitl kníže Přemysl v potížích, ve kterých mu ale jeho bratr patrně nijak nepomohl. Po odchodu Přemysla do vyhnanství roku 1193 se novým knížetem stal dosavadní pražský biskup Jindřich Břetislav.
V roce 1194 kníže Vladislava Jindřicha při svém tažení na Moravu zbavil úřadu a moci nad Moravou. Vladislav Jindřich byl odveden na Pražský hrad, kde ho měl kníže pod kontrolou. Příští léta tedy žil pod dozorem v Praze a po nezdařeném pochodu Přemysla na Prahu se ocitl v roce 1197 ve vězení.

## Vladislav Jindřich knížetem

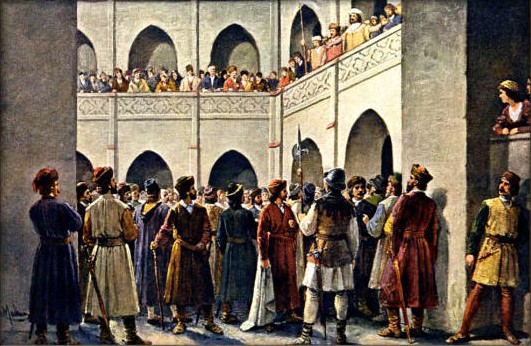
Zvolení Vladislava knížetem

Když 15. června 1197 Jindřich Břetislav zemřel, česká šlechta osvobodila Vladislava Jindřicha a 23. června 1197 si jej zvolila za knížete.
| „         | ...zbavivši jej pout, za pána a knížete země jej ustanovila, neodváživši se hlasy své přenésti na bratra jeho řečeného Přemysla z dvou příčin, z nichž první byla, že proti němu byli bojovali, druhá, že přízně císařovy neměl... | “ |
| — Jarloch | |   |

Knížecí titul si samozřejmě nárokoval také Vladislavův starší bratr Přemysl Otakar I., který v prosinci roku 1197 znovu vtrhl do Čech. Schylovalo se k válce mezi bratry, když se jejich vojska 6. prosince 1197 setkala. Tehdy Vladislav Jindřich po poradě s biskupem Danielem a velmoži, aby zabránil bratrovražednému boji, se večer před bitvou sešel se svým bratrem.
| „         | ...ač měl nevyrovnané vojsko, přece ustoupil jednak pro dobro míru, jednak z bratrské lásky, a smířil se s bratrem svým v ten spůsob, že oba zároveň onen na Moravě, tento v Čechách panovati budou, a aby, majíce oba jednu mysl, měli též i jedno knížetství, což až podnes mezi nimi nedotknuto zůstává. | “ |
| — Jarloch | |   |

 Tímto smírem se ukončilo čtvrtstoletí bojů o český knížecí trůn a zemi nastaly konečně klidnější časy.

## Markrabě moravský

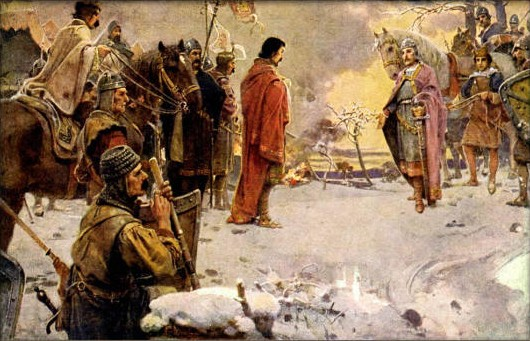
Usmíření bratrů

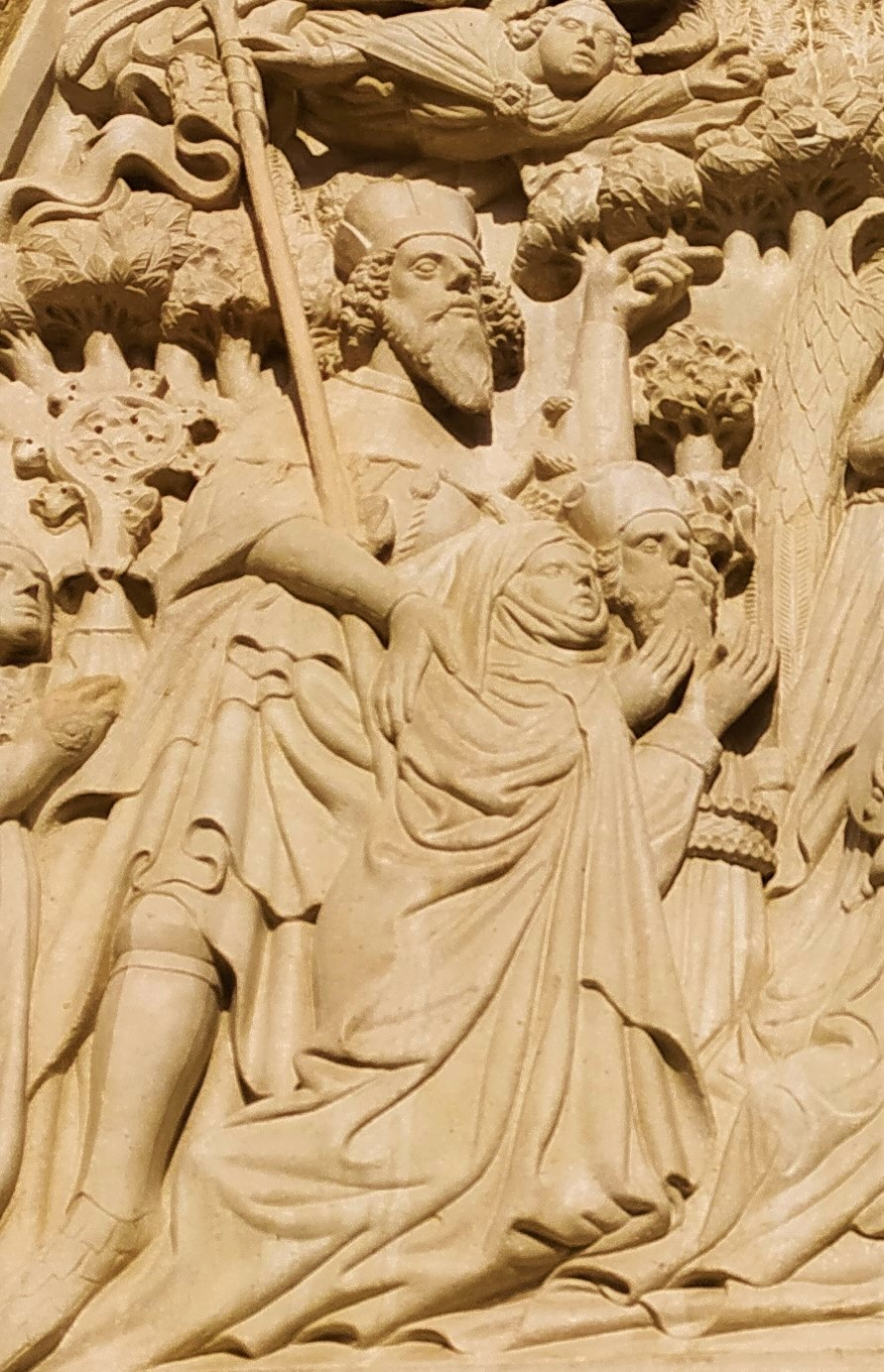
Markrabě Vladislav Jindřich s chotí Heilwidou, s přímluvou sv. Václava, v modlitbách před Pannou Marií Celskou na tympanonu vstupního portálu poutní baziliky v Mariazell

Vladislav Jindřich se stal znovu po rodinné dohodě z 6. prosince 1197 moravským markrabětem. Zatímco jeho panování v Čechách bylo jen epizodní, na Moravě vládl dohromady (s přestávkou) 27 let. Z počátku však opět ovládal jen Znojemsko a možná i Brněnsko. Znojmo bylo také jeho sídelním městem, respektive zdejší hrad. Zde si vydržoval dvůr, na kterém měl podobné úředníky, jako tehdejší knížata. Olomoucko se ocitlo po smrti zdejších údělníků ve správě Přemysla Otakara I. Teprve mezi lety 1209 až 1213 pak byla vláda na celé Moravě sjednocena pod Vladislavem Jindřichem. Dle Zlaté buly sicilské z roku 1212 byla zřejmě Vladislavovi Jindřichovi Morava svěřena jako říšské léno do dědičného držení.
Dle jiných Vladislav Jindřich obdržel od císaře symbolicky část Saska, aby se nadále mohl řadit mezi říšská knížata. Titul markraběte však znamenal rovnocennou úroveň s tituly říšských knížat. Roku 1204 nebo 1205 založil markrabě s olomouckým biskupem Robertem cisterciácký klášter na Velehradě. Chtěl tímto naznačit spojitost s Velkou Moravou[zdroj?] a klášter se měl současně stát hrobkou moravských markrabat. Kromě toho se markrabě společně se svojí chotí Heilwidou zasloužil okolo roku 1200 o založení prvního poutního kostela v severoštýrském Mariazell, kam dorazil na pokyn sv. Václava, jenž se mu zjevil ve snu a poradil mu, že právě v tomto alpském zákoutí bude vyléčen z vleklé choroby. Archivováno 13. 9. 2022 na Wayback Machine.
Politicky Vladislav Jindřich zpravidla spolupracoval se svým bratrem, knížetem a později králem českým. Jsou však známá jeho vlastní samostatná rozhodnutí. Například obsadil vojensky zlaté doly v oblasti dnešních Zlatých Hor, které patřily vratislavským biskupům. To vyvolalo i stížnosti samotného papeže. Roku 1213 založil nejstarší královské město na Moravě Uničov a zřejmě ještě před tím Bruntál (tehdy také na Moravě). Markrabě také podporoval těžbu a rýžování zlata. Roku 1216 vyhlásili s bratrem dokument, ve kterém byl stanoven princip primogenitury (prvorozeného) pro nástupce trůnu. Tím měly být odstraněny spory a intriky, k nimž docházelo během volby panovníka. Přemysl zřejmě bratrovi přislíbil, že na Moravě budou panovat Vladislavovi potomci, zatímco českými králi budou potomci Přemyslovi.
Až do svého skonu prokazoval loajalitu vůči svému bratrovi a na základě jejich dohody ho podporoval proti císaři. To, zda byl král Přemysl vrchní autoritou i na Moravě, je sporné. Vladislav Jindřich potvrdil některé Přemyslovy listiny v Čechách, ale Přemysl více Vladislavových Jindřichových pro Moravu. Jeho největším ziskem pro Moravu byla vnitropolitická stabilita. Za Vladislava Jindřicha se Morava stala také druhým centrem přemyslovských držav. Tyto državy se tak změnily de facto na diarchii, v zahraničí však vystupující jako jeden celek. Původní údělná Morava se proměnila v markrabskou Moravu a konstituovala se jako země.
Vladislav Jindřich se oženil s Heilwidou, snad z rodu rakouských pánů z Trnavy. Zemřel bez potomků a nástupnictví v markrabství tak spadlo do rukou krále Přemysla Otakara I. (respektive do budoucna druhorozeným synům českého krále). Vladislav Jindřich byl pochován ve velehradském cisterciáckém klášteře. Jeho ostatky však byly později zničeny, snad v době husitské.